# Oliver Zandén
Oliver Zandén, né le 14 août 2001 à Alingsås en Suède, est un footballeur suédois qui joue au poste d'arrière gauche au IF Brommapojkarna.

## Carrière

### En club
Dans ces jeunes années, Oliver Zandén joue pour le Gerdskens BK, le club de sa ville natale.
En 2016, alors qu'il a 15 ans, il rejoint l'IF Elfsborg.
Dans un premier temps, il intègre les équipes de jeunes avec lesquelles il dispute, notamment, 5 matchs d'UEFA Youth League. 

Le 19 septembre 2021, à l'occasion de la 19e journée du Championnat de Suède, il joue ses premières minutes avec l'équipe une contre l'Östersunds FK. 

Lors la saison 2022, il est utilisé pour les 13 premiers matchs du championnat et marque son premier but en tant que professionnel le 22 mai 2022 contre l'IFK Göteborg.
Le 19 juillet 2022, lors de la mi-saison en Suède, il est transféré et signe un contrat de 4 ans avec le Toulouse FC.
Il dispute ses premières minutes avec sa nouvelle équipe lors de la 4e journée de Ligue 1, le 28 août 2022 contre le FC Nantes et est titularisé pour la première fois, 3 jours plus tard, contre le Paris SG. Mais il joue extrêmement peu en équipe première : 233 minutes en pro lors de la saison 2022-2023 dont seulement cinq apparitions en Ligue 1,. Opéré à la hanche durant l'intersaison, il revient à la compétition en octobre 2023, mais avec l'équipe réserve seulement,. Il est finalement prêté (avec option d'achat) au Randers FC (première division danoise) en janvier 2024. 

### En sélection nationale
En septembre 2018, il est convoqué avec les U17 de Suède pour participer à un tournoi amical, le 4-nations. Lors du premier match, contre la Norvège, il entre en jeu dans les dernières minutes. Les deux derniers matchs de la compétitions se jouent le même jour. Il dispute l'entièreté du match contre la Roumanie et est laissé sur le banc contre l'Autriche.
En juin 2019, il est sélectionné avec les U18 de Suède et participe à deux matchs amicaux contre la Hongrie.
En octobre 2021, il dispute deux matchs amicaux avec les U20, contre la Roumanie et le Mexique.
En novembre 2021, il est sélectionné avec les espoirs pour jouer deux matchs des Éliminatoires du Championnat d'Europe de football espoirs 2023.
Il ne sera cependant pas utilisé, ni contre la Bosnie-Herzégovine, ni contre l'Irlande.

## Palmarès
| Toulouse FC (1)                           |
| ----------------------------------------- |
| - Coupe de France (1) - Vainqueur : 2023. |

## Statistiques
| Saison                | Club                  | Championnat           | Championnat | Championnat | Championnat | Coupe(s) nationale(s) | Coupe(s) nationale(s) | Coupe(s) nationale(s) | Compétition(s) continentale(s) | Compétition(s) continentale(s) | Compétition(s) continentale(s) | Compétition(s) continentale(s) | Total | Total | Total |
| Saison                | Club                  | Division              | M.          | B.          | P.d.        | M.                    | B.                    | P.d.                  | Comp.                          | M.                             | B.                             | P.d.                           | M.    | B.    | P.d.  |
| 2021                  | IF Elfsborg           | Allsvenskan           | 5           | 0           | 1           | 1                     | 0                     | 0                     | C4                             | 2                              | 0                              | 0                              | 8     | 0     | 1     |
| 2022                  | IF Elfsborg           | Allsvenskan           | 13          | 2           | 3           | 3                     | 0                     | 0                     | -                              | -                              | -                              | -                              | 16    | 2     | 3     |
| Sous-total            | Sous-total            | Sous-total            | 18          | 2           | 4           | 4                     | 0                     | 0                     | -                              | 2                              | 0                              | 0                              | 24    | 2     | 4     |
| 2022-2023             | Toulouse FC           | Ligue 1               | 5           | 0           | 0           | 1                     | 0                     | 1                     | -                              | -                              | -                              | -                              | 6     | 0     | 1     |
| 2023-2024             | Randers FC (prêt)     | Superliga             | 9           | 0           | 1           | -                     | -                     | -                     | -                              | -                              | -                              | -                              | 9     | 0     | 1     |
| 2024-2025             | Randers FC (prêt)     | Superliga             | 4           | 0           | 1           | 2                     | 0                     | 0                     | -                              | -                              | -                              | -                              | 6     | 0     | 1     |
| Sous-total            | Sous-total            | Sous-total            | 13          | 0           | 1           | 2                     | 0                     | 0                     | -                              | -                              | -                              | -                              | 15    | 0     | 1     |
| Total sur la carrière | Total sur la carrière | Total sur la carrière | 36          | 2           | 5           | 7                     | 0                     | 1                     | -                              | 2                              | 0                              | 0                              | 45    | 2     | 6     |